# 上野田 (さいたま市)
上野田（かみのだ）は、埼玉県さいたま市緑区の大字。郵便番号は336-0977。

## 地理
さいたま市緑区北東部の大宮台地（鳩ヶ谷支台）上に位置する。浦和美園駅からは遠く、全体的に畑地が多い。西には見沼代用水東縁が流れ、天久保用水を分水し、東には伝右川が流れる。地区の中央には浦和競馬場野田トレーニングセンターがある。かつて特別天然記念物に指定されていた野田のさぎ山があった。
縄文後期の遺跡である諏訪台遺跡が地区内に存在する。

## 歴史
もとは江戸期より存在した武蔵国足立郡南部領に属する上野田村および染谷新田であった。染谷新田は1615年（慶長20年/元和元年）9月25日の検地帳より見出されていて、のちに新染谷村に改称されていた。大字上野田の南部がかつての上野田村、北部（宝永地区）がかつての新染谷村にあたる。
- 上野田村発足時は幕府領、正保年間より一部が旗本荒川氏の知行地となる。寛文年間より荒川氏知行分は旗本伏見氏の知行となる[4]。
- 染谷新田は寛永・正保年間頃は岩槻藩領で後に幕府領となるが、その後幕府領と旗本朝比奈氏および伏見氏の知行による相給となる[5]。
- 明和年間（1764年〜1772年）より染谷新田が新染谷村に改称される。化政期（1804年〜1830年）の時点で知行は変遷なし[6]。
- 幕末時点では足立郡上野田村であった。明治初年の『旧高旧領取調帳』の記載によると、代官大竹左馬太郎支配所が管轄する幕府領と旗本伏見猪之助の知行であった[8]。
- 1868年（慶応4年）6月19日 - 旧幕府領が武蔵知県事・山田政則（忍藩士）の管轄となる。
- 1869年（明治2年） 
  - 1月13日 - 武蔵知県事・宮原忠英の管轄区域に大宮県を設置、同県の管轄となる。県庁は東京府馬喰町に置かれる。
  - 9月29日 - 県庁が浦和に置かれ浦和県に改称。
  - 12月2日 - この日までに旗本領が上知され、浦和県の管轄となる（府藩県三治制も参照）。
- 1871年（明治4年）11月13日 - 第1次府県統合により埼玉県の管轄となる。
- 1873年（明治6年）3月3日 - 代山学校（現、さいたま市立野田小学校）が代山村の興福寺を仮用して開設される[7][9]。（1961年7月に現在地に移転。）
- 1874年（明治7年） - 新染谷村が染谷村に編入される[6][7]。
- 1879年（明治12年）3月17日 - 郡区町村編制法により成立した北足立郡に属す。郡役所は浦和宿に設置。
- 1889年（明治22年）4月1日 - 上野田村が中野田村・南部領辻村・大崎村・代山村・寺山村・高畑村および染谷村の一部（宝永地区・旧新染谷村）と合併し、野田村が成立[10]。上野田村は染谷村の一部（宝永地区・旧新染谷村）を編入して、野田村の大字上野田となる[4][7]。
- 1956年（昭和31年） 4月1日 - 野田村・戸塚村・大門村が合併し、美園村が成立[10]。美園村の大字となる。
- 1962年（昭和37年）5月1日 - 美園村のうち、旧大門村のうち差間・行衛を除く区域と旧野田村が浦和市に、旧戸塚村と旧大門村のうち差間・行衛が川口市にそれぞれ編入される[10][11]。以後浦和市の大字となる。
- 1967年（昭和42年） - 大字上野田の一部を大字南部領辻へ編入する[4]。
- 2001年（平成13年）5月1日 - 浦和市が与野市、大宮市と合併しさいたま市となり、さいたま市の大字となる。
- 2003年（平成15年）4月1日 - さいたま市が政令指定都市に移行し、さいたま市緑区の大字となる。
- 2017年（平成29年）2月18日 - 埼玉スタジアム北側にあった上野田のごく小さい飛び地が美園に編入される[12]。

## 世帯数と人口
2017年（平成29年）9月1日現在の世帯数と人口は以下の通りである。
| 大字   | 世帯数  | 人口  |
| ------ | ------- | ----- |
| 上野田 | 310世帯 | 728人 |

## 小・中学校の学区
市立小・中学校に通う場合、学区（校区）は以下の通りとなる。
| 番地 | 小学校                 | 中学校                 |
| ---- | ---------------------- | ---------------------- |
| 全域 | さいたま市立野田小学校 | さいたま市立美園中学校 |

## 交通

### 鉄道
地区内に鉄道は敷設されていない。およそ2 kmほど離れて浦和美園駅などがある。

### 路線バス
- 国際興業バス（さいたま東営業所が所在）

### 道路
- 埼玉県道105号さいたま鳩ヶ谷線（日光御成街道）
- 埼玉県道214号新方須賀さいたま線

## 施設
地区内に共立薬科大学浦和分校および附属薬用植物園が立地していた。現在は慶應義塾大学浦和共立キャンパスとなっている。
- さいたま市立野田小学校
- 慶應義塾大学浦和共立キャンパス
  - 薬学部附属薬用植物園
- 浦和競馬場野田トレーニングセンター
- さぎ山記念公園
- さいたま農業協同組合野田支店
- 国際興業バスさいたま東営業所
- 氷川神社
- 曹洞宗照光寺
- 天神宮
- 西台第一公園